# Lisa Monaco

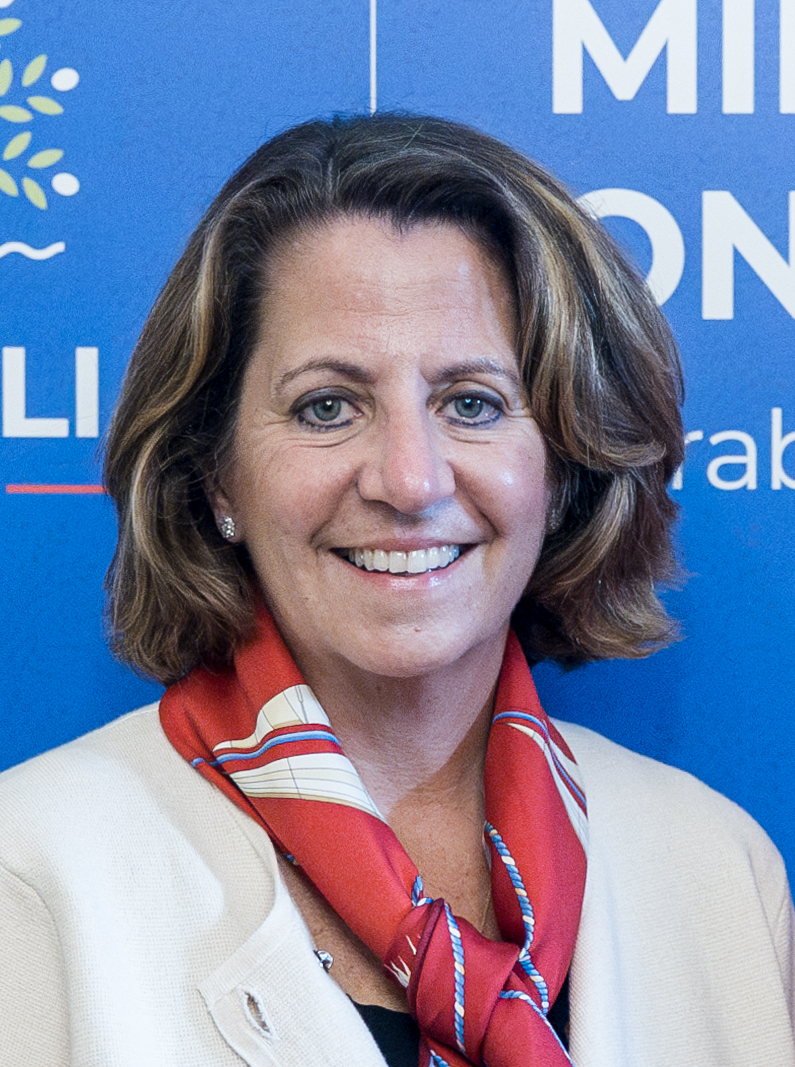
Lisa Monaco

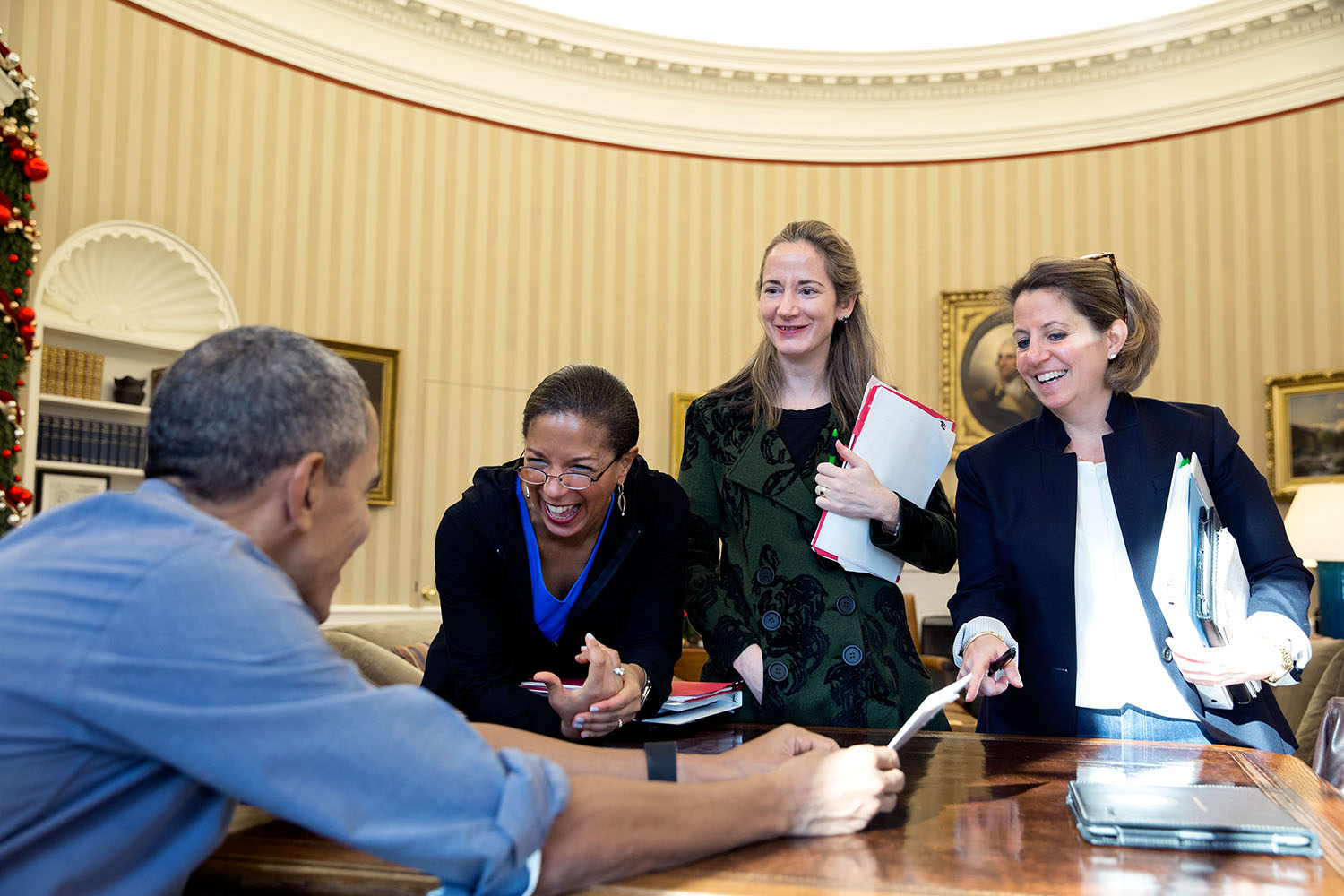
Susan Rice, Avril Haines och Lisa Monaco, 2015.

Lisa Oudens Monaco, född 25 februari 1968 i Boston, Massachusetts, är en amerikansk jurist, tidigare federal åklagare och nationell säkerhetstjänsteman med italienska rötter. Hon arbetar sedan 1 februari 2017 på New York University vid institutionen för juridik. Hennes titel är 'distinguished senior fellow' och hon är kopplad till 'Center on Law and Security' och 'Center for Cybersecurity'.

## Biografi
Monaco föddes i Boston i Massachusetts, USA. Hon är dotter till Anthony och Mary Lou Monaco och växte upp i Newton, Massachusetts. Hennes italienska rötter härstammar från byn Biccari, Italien. Hennes farfar flyttade från Biccari till Philadelphia när han var 16 år.
Hon gick på Winsor High School i Boston och studerade senare vidare vid Harvarduniversitetet (kandidatutbildning) och tog sin juristexamen från University of Chicago.
Hon har arbetat som rådgivare till den amerikanska justitieministern Janet Reno.
I mars 2013 blev tillsattes hon som rådgivare för counterterrorism till Obamas administration. Bara några veckor efter att hon tillträdde ägde bombdåden vid Boston Marathon rum.